# Sixta
Sixta (auch geschrieben: SIXTA) war die Kurzbezeichnung für die im Zweiten Weltkrieg hauptsächlich im südenglischen Bletchley Park (B.P.) durchgeführte Funkverkehrsanalyse (englisch Traffic Analysis), die ihren Ursprung in der als Hut Six (Baracke 6) bezeichneten Abteilung hatte. Sixta steht für Six Traffic Analysis.

## Geschichte
Nach dem deutschen Überfall auf Polen, der den Zweiten Weltkrieg auslöste, war es für das Vereinigte Königreich von kriegswichtiger Bedeutung, den verschlüsselten deutschen Nachrichtenverkehr „mitzulesen“. Fast alle Funksprüche, die vom Heer und der Luftwaffe per Morsecode gesendet wurden, wurden zuvor mithilfe der Rotor-Chiffriermaschine Enigma I verschlüsselt und nach Empfang wieder entschlüsselt.
Die Briten hatten über das ganze Land verstreut Funkabhörstellen (Y Stations) eingerichtet, die die deutschen Morse-Funksprüche auffingen und aufzeichneten. Zur nachrichtentechnischen Auswertung wurde diese an die zentrale militärische Dienststelle nach B.P., etwa 70 km nordwestlich von London, weitergeleitet. Hier war es Aufgabe einer Arbeitsgruppe innerhalb der Hut 6 die Traffic Analysis („Verkehrsanalyse“) durchzuführen, noch bevor der eigentliche Geheimtext kryptanalytisch mit dem Ziel der Entzifferung angegriffen wurde. Hierzu wurden durch die Sixta-Gruppe die aufgefangenen deutschen Morse-Funksprüche systematisch ausgewertet. Sie war Anfang 1942 nach B.P. gekommen, nachdem sie ihren Sitz zuvor als No. 6 Intelligence School in Beaumanor Hall, nahe Loughborough in Leicestershire, gehabt hatte.
Unter anderem wurden die Sendefrequenzen, Uhrzeiten, Rufzeichen und andere Angaben gesichtet und ausgewertet, die von den Deutschen als „Spruchkopf“ unverschlüsselt übertragenen wurden. Nach erfolgreicher Entzifferung durch Nachbargruppen innerhalb der Hut 6 folgte abschließend die Übersetzung ins Englische und die militärisch-taktisch Auswertung („Interpretation“) des Nachrichteninhalts durch Hut 3, der räumlich und organisatorisch eng benachbarten Abteilung zu Hut 6.
Etwas später im Krieg wurden die mit Sixta verknüpften Aufgaben auf den sogenannten Non-Morse-Funkverkehr (NoMo) erweitert. Dazu gehörten vor allem die verschlüsselten Fernschreibverbindungen der Wehrmacht, die dazu Maschinenschlüssel wie den Siemens & Halske T52 Geheimschreiber (britischer Deckname: Sturgeon) und den Lorenz-Schlüssel-Zusatz SZ 42 (britischer Deckname: Tunny) einsetzte. Dies geschah jedoch nicht in Hut 6, sondern in der von Ralph Tester geleiteten und nach ihm benannten Abteilung, der Testery, die sich ebenfalls auf dem Gelände von B.P. befand.